# Ostrovu (okręg Călărași)
Ostrovu – wieś w Rumunii, w okręgu Călărași, w gminie Valea Argovei. W 2011 roku liczyła 37 mieszkańców.